# 角谷光一
角谷 光一（すみや こういち、1923年1月25日 - 2000年9月20日）は、日本の会計学者。
東京市小石川区（現東京都文京区）出身。1942年旧制日本大学第一商業学校（現在の日本大学第一高等学校）卒。1949年明治大学商学科卒、1977年「営業費分析の研究」で経営学博士の学位を取得。明大経理研究所研究員、1957年明治大学経営学部専任講師、1960年助教授、1966年教授となる。1980-1982年経営学部長を務め、1993年定年、名誉教授。

## 著書
- 『現代原価計算の手引』経林書房 1960
- 『原価計算研究』税務経理協会 1966
- 『現代原価計算』中央経済社 1967
- 『販売費分析』日本経営出版会 1969
- 『営業費の管理』中央経済社 1979
- 『工業簿記の手ほどき』同文館出版 1980
- 『現代原価管理の基礎』同文館出版 1987
- 『現代原価計算の基礎』中央経済社 1991

### 共編著
- 『会計学用語辞典』水越潔共編 学文社 1971
- 『予算統制の基礎』綱島将吉,山田庫平共著 中央経済社 1972
- 『原価計算の展開』編 中央経済社 1994
- 『予算統制の基礎』綱島将吉,山田庫平共著 中央経済社 1996
- 『原価計算用語辞典』編 同文館出版 1997

### 翻訳
- F.C.ドウ・ポーラ『管理会計の実際』藤芳誠一共訳 泉文堂 1961
- R.F.ルイス『マネジメントに役立つ会計』藤芳誠一共訳 税務経理協会 1963

## 論文
- 角谷光一「ソ連邦における原価計算」『経営論集』第20号、明治大学経営学研究所、1961年3月、43-62頁、ISSN 0387298X、NAID 40000836450。
- 角谷光一「原価,とくに計算原価について」『経営論集』第23号、明治大学経営学研究所、1962年2月、1-27頁、ISSN 0387298X、NAID 40000836466。
- 角谷光一「製造間接費計算の系譜」『経営論集』第11巻第2号、明治大学経営学研究所、1963年10月、103-164頁、ISSN 0387298X、NAID 40000836506。
- 角谷光一「業績評価会計と責任会計」『産業經理』第29巻第11号、産業經理協會、1969年11月、116-121頁、ISSN 02874288、NAID 40001470220。
- 角谷光一「計算原価の研究のための若干の覚書」『明治大学社会科学研究所紀要』第12号、明治大学社会科学研究所、1974年3月、159-177頁、ISSN 03895971、NAID 40003634209。
- 角谷光一「原価計算の新展開--とくに活動基準原価計算を中心として(角谷光一教授最終講義)」『経営論集』第40巻3・4、明治大学、1993年3月、181-194頁、ISSN 0387298X、NAID 110000182212。
- 「角谷光一教授退任記念論文集」『経営論集』第40巻3・4、明治大学経営学研究所、1993年3月、1-204頁、ISSN 0387298X、NAID 40000837061。